# Ziad Eddine Ayyoubi
Ziad Eddin Ayyoubi est un homme politique syrien. Il fut ministre des Affaires étrangères de la Syrie.
Lors de la crise internationale des caricatures de Mahomet, Ziad Eddin Ayyoubi a rejeté les critiques de passivité des autorités syriennes formulées par le Danemark lors du saccage de son ambassade à Damas.
Ayyoubi a été remplacé par Walid al-Mouallem le 11 février 2006.